# Pavel Šváb
Pavel Šváb (31. října 1936 Praha – 2010?) byl český grafik a typograf, hudebník, zpěvák a divadelník. Jako člen skupiny Olympic nazpíval jeden z jejich nejznámějších hitů Hvězda na vrbě. Jako grafik byl autorem loga a grafikem tiskovin Divadla na okraji. Zde působil i jako hudebník a divadelní režisér.

## Grafik
- Logo, grafická úprava programů a plakátů Divadla na okraji, spolupráce s výtvarníky: Jan Bauch, Iva Hüttnerová, Vladimír Tesař.
- 2. cena v soutěži na grafickou podobu informačního systému pražského metra.

## Zpěvák
V letech 1963–1965 byl zpěvákem skupiny Olympic, se kterou vystupoval také v "pásmu tuzemských i zahraničních písní a skladeb" Ondráš podotýká... v divadle Semafor. Z této doby existují dvě gramofonové nahrávky:
- 1964 Gary Geld / Peter Udell: Sealed with a Kiss, Olympic, spolu s Pavlem Bobkem, nahrávka SP Supraphon 0 13 168 (Artia 43163)[1],
- 1965 Karel Mareš / Jiří Štaidl: Hvězda na vrbě, Olympic, spolu s tehdy dvanáctiletým Bohumilem Starkou, nahrávka SP Supraphon 0 13 825[1][2]

## Divadlo na okraji
Začátkem sedmdesátých let jej Radka Fidlerová přivedla do Divadla na okraji Zde graficky zpracovával programy a plakáty představení. Dále se věnoval scénografii inscenací a u dvou titulů se ujal i režie:
- Pavel Šváb podle Trumana Capote: Klíženec od Tffanyho, premiéra: 13. prosince 1973
- Konstanty Ildefons Gałczyński: Zelená husa, premiéra: 25. dubna 1974

S divadlem spolupracoval až do ukončení činnosti v roce 1987.